# Borowiak syberyjski
Borowiak syberyjski (Falcipennis falcipennis) – gatunek średniej wielkości ptaka z podrodziny bażantów (Phasianinae) w obrębie rodziny kurowatych (Phasianidae). Zamieszkuje Rosyjski Daleki Wschód. Bliski zagrożenia wyginięciem.

## Taksonomia
Gatunek po raz pierwszy naukowo opisał w 1855 roku niemiecki ornitolog Gustav Hartlaub, nadając mu nazwę Tetrao falcipennis. Jako miejsce typowe odłowu holotypu Hartlaub wskazał południowe brzegi Morza Ochockiego i Pasma Stanowego. Jedyny przedstawiciel rodzaju Falcipennis, który opisał w 1864 roku amerykański ornitolog Daniel Giraud Elliot.
Autorzy Birds of the World oraz IOC uznają ten takson za gatunek monotypowy.

## Zasięg występowania
Borowiak syberyjski występuje na Rosyjskim Dalekim Wschodzie od północnej części obwodu amurskiego na wschód do Morza Ochockiego i na południe do gór Mały Chingan i Sikhote-Alin oraz dolnego biegu Amuru; zamieszkuje również Sachalin. Obserwowany pod koniec lat 70. w północnej części prowincji Heilongjiang (dolina Amuru i Xiao Hinggan Ling), w Chińskiej Republice Ludowej, ale obecne występowanie w tym kraju jest mało prawdopodobne.

### Etymologia
- Falcipennis: łac. falx, falcis „sierp”; -pennis „-skrzydły”, od penna „pióro”[8].

## Morfologia
Długość ciała 38–43 cm; masa ciała samic 650–740 g, samców 580–735 g.

## Status
Międzynarodowa Unia Ochrony Przyrody (IUCN) uznaje borowiaka syberyjskiego za gatunek bliski zagrożenia (NT, Near Threatened) nieprzerwanie od 1988 roku. Liczebność populacji nie została oszacowana, aczkolwiek ptak ten nie jest pospolity w żadnej części jego zasięgu. BirdLife International uznaje trend liczebności populacji za prawdopodobnie spadkowy ze względu na polowania oraz utratę i degradację siedlisk.